# European Rugby Champions Cup 2019-20
La temporada 2019-20 de la Copa de Campeones Europeos de Rugby fue la 25.ª edición de la máxima competición continental del rugby europeo y la 6.ª con el nuevo nombre y formato.
El torneo fue suspendido luego de la fase de grupos debido a la pandemia de coronavirus. El mismo se reanudará el 19 de septiembre y tiene previsto finalizar el 17 de octubre.

## Calendario
| Jornadas    | Fechas                         |
| 1ª          | 15 al 17 de noviembre de 2019  |
| 2ª          | 22 al 24 de noviembre de 2019  |
| 3ª          | 6 al 8 de diciembre de 2019    |
| 4ª          | 13 al 15 de diciembre de 2019  |
| 5ª          | 10 al 12 de enero de 2020      |
| 6ª          | 18 al 19 de enero de 2020      |
| Cuartos     | 19 al 20 de septiembre de 2020 |
| Semifinales | 26 al 27 de septiembre de 2020 |
| Final       | 16/17/18 de octubre de 2020    |

## Equipos
Veinte equipos se clasifican para la temporada 2019-20, basándose en la clasificación de sus respectivas ligas domésticas durante la anterior temporada. La distribución de los equipos responde al siguiente patrón:
- Inglaterra: 7 equipos
  - Equipos clasificados entre la primera y la séptima posición en la temporada 2018-19 de la Premiership Rugby. (7 equipos)
- Francia: 6 equipos
  - Equipos clasificados entre la primera y la sexta posición en la temporada 2018-19 del Top 14 francés. (6 equipos)
- Irlanda, Italia, Escocia y Gales: 7 equipos
  - Los equipos que logren ubicarse en los tres primeros lugares de cada grupo del Pro14. (6 equipos)
    - El vencedor del repechaje entre los cuartos de cada grupo del Pro14. (1 equipo)

| Premiership                                                                                    | Top 14                                                                       | Pro14                                    | Pro14              | Pro14              | Pro14     |
| Inglaterra (7)                                                                                 | Francia (6)                                                                  | Irlanda (4)                              | Italia (1)         | Escocia (1)        | Gales (1) |
| - Bath - Exeter Chiefs - Gloucester - Harlequins - Northampton Saints - Sale Sharks - Saracens | - Clermont - Lyon - Montpellier - Racing 92 - La Rochelle - Stade Toulousain | - Connacht - Leinster - Munster - Ulster | - Benetton Treviso | - Glasgow Warriors | - Ospreys |

## Modo de disputa
El número de equipos participantes es de 20, divididos en 5 grupos con 4 equipos por grupo. Los equipos disputarán una liguilla en un formato de ida y vuelta de todos contra todos, de aquí los ganadores de cada grupo y los tres mejores segundos pasarán de ronda. Tras las 6 jornadas correspondientes a esta primera fase, se desarrollan los cuartos de final y semifinales, a un solo partido, y la final.

### Sistema de puntuación
Los cuatro participantes se agrupan en una tabla general teniendo en cuenta los resultados de los partidos mediante un sistema de puntuación, la cual se reparte:
- 4 puntos por victoria.
- 2 puntos por empate.
- 0 puntos por derrota.

También se otorga punto bonus, ofensivo y defensivo:
- El punto bonus ofensivo se obtiene al marcar cuatro (4) o más tries.
- El punto bonus defensivo se obtiene al perder por una diferencia de hasta siete (7) puntos.

### Criterio de desempate
Si dos clubes del mismo grupo terminan con la misma cantidad de puntos, su clasificación será determinada por los resultados de los dos partidos jugados entre los equipos en cuestión de la siguiente manera:
1. el club con la mayor cantidad de puntos obtenidos en los dos partidos.
2. el club con la mayor cantidad de puntos a favor obtenidos en los dos partidos.
3. el club que haya conseguido más tries en los dos partidos.

Si sigue sin resolverse o los clubes no se han enfrentado en la fase de grupos se determinará de la siguiente manera:
1. el que tenga mejor diferencia de puntos en la fase de grupos.
2. el que tenga mayor cantidad de tries en la fase de grupos.
3. el que tenga menos jugadores sancionados durante la fase de grupos.
4. por sorteo.

## Fase de grupos
El sorteo de la fase de grupos se realizó el 19 de junio de 2019 en Lausana, Suiza.
|  | Ganador de cada grupo, pasa a cuartos de final.           |
|  | Tres mejores segundos de grupo, pasan a cuartos de final. |

### Grupo 1
Actualizado a últimos partidos disputados el 18 de enero de 2020.
| Equipo             | PJ | PG | PE | PP | PF  | PC  | Dif  | PB | Pts |
| ------------------ | -- | -- | -- | -- | --- | --- | ---- | -- | --- |
| Leinster           | 6  | 6  | 0  | 0  | 199 | 76  | +123 | 4  | 28  |
| Northampton Saints | 6  | 4  | 0  | 2  | 166 | 183 | -17  | 3  | 19  |
| Lyon               | 6  | 1  | 0  | 5  | 108 | 141 | -33  | 3  | 7   |
| Benetton Treviso   | 6  | 1  | 0  | 5  | 96  | 169 | -73  | 2  | 6   |

### Grupo 2
Actualizado a últimos partidos disputados el 18 de enero de 2020.
| Equipo           | PJ | PG | PE | PP | PF  | PC  | Dif | PB | Pts |
| ---------------- | -- | -- | -- | -- | --- | --- | --- | -- | --- |
| Exeter Chiefs    | 6  | 5  | 1  | 0  | 186 | 105 | +81 | 5  | 27  |
| Glasgow Warriors | 6  | 3  | 1  | 2  | 141 | 115 | +26 | 3  | 17  |
| La Rochelle      | 6  | 2  | 0  | 4  | 107 | 146 | -39 | 2  | 10  |
| Sale Sharks      | 6  | 1  | 0  | 5  | 92  | 160 | -68 | 3  | 7   |

### Grupo 3
Actualizado a últimos partidos disputados el 18 de enero de 2020.
| Equipo     | PJ | PG | PE | PP | PF  | PC  | Dif | PB | Pts |
| ---------- | -- | -- | -- | -- | --- | --- | --- | -- | --- |
| Clermont   | 6  | 5  | 0  | 1  | 207 | 114 | +93 | 4  | 24  |
| Ulster     | 6  | 5  | 0  | 1  | 129 | 107 | +22 | 1  | 21  |
| Harlequins | 6  | 2  | 0  | 4  | 114 | 166 | -52 | 2  | 10  |
| Bath       | 6  | 0  | 0  | 6  | 102 | 165 | -63 | 5  | 5   |

### Grupo 4
Actualizado a últimos partidos disputados el 19 de enero de 2020.
| Equipo    | PJ | PG | PE | PP | PF  | PC  | Dif  | PB | Pts |
| --------- | -- | -- | -- | -- | --- | --- | ---- | -- | --- |
| Racing 92 | 6  | 4  | 1  | 1  | 194 | 126 | +68  | 5  | 23  |
| Saracens  | 6  | 4  | 0  | 2  | 121 | 88  | +33  | 2  | 18  |
| Munster   | 6  | 3  | 1  | 2  | 124 | 97  | +27  | 2  | 16  |
| Ospreys   | 6  | 0  | 0  | 6  | 83  | 211 | -128 | 2  | 2   |

### Grupo 5
Actualizado a últimos partidos disputados el 19 de enero de 2020.
| Equipo           | PJ | PG | PE | PP | PF  | PC  | Dif | PB | Pts |
| ---------------- | -- | -- | -- | -- | --- | --- | --- | -- | --- |
| Stade Toulousain | 6  | 6  | 0  | 0  | 162 | 85  | +77 | 3  | 27  |
| Gloucester       | 6  | 2  | 0  | 4  | 140 | 140 | 0   | 6  | 14  |
| Montpellier      | 6  | 2  | 0  | 4  | 118 | 157 | -39 | 2  | 10  |
| Connacht         | 6  | 2  | 0  | 4  | 120 | 158 | -38 | 2  | 10  |

## Fase final
Los ocho equipos clasificados de la fase de grupos competirán en una primera ronda eliminatoria de cuartos de final, la cual se celebrará entre los días 19 al 20 de septiembre de 2020. Los cuatro equipos con la mejor clasificación en la fase de grupos, ejercerán de locales en esta fase.
Los equipos son ordenados según el siguiente orden de criterios:
1. Mayor número de puntos.
2. Mayor diferencia de puntos.
3. Número de tries marcados.

| Pos | Ganadores de grupo | PJ | Pts | Dif  |
| --- | ------------------ | -- | --- | ---- |
| 1   | Leinster           | 6  | 28  | +123 |
| 2   | Exeter Chiefs      | 6  | 27  | +81  |
| 3   | Stade Toulousain   | 6  | 27  | +77  |
| 4   | Clermont           | 6  | 24  | +93  |
| 5   | Racing 92          | 6  | 23  | +68  |
| Pos | Segundos de grupo  | PJ | Pts | Dif  |
| 6   | Ulster             | 6  | 21  | +22  |
| 7   | Northampton Saints | 6  | 19  | -17  |
| 8   | Saracens           | 6  | 18  | +33  |
| 9   | Glasgow Warriors   | 6  | 17  | +26  |
| 10  | Gloucester         | 6  | 14  | 0    |

### Cuadro de competición
|  | Cuartos de final               | Cuartos de final               | Cuartos de final               |               |    | Semifinales                    | Semifinales                    | Semifinales                    |  |           | Final                 | Final                 | Final                 |  |
|  | 19 al 20 de septiembre de 2020 | 19 al 20 de septiembre de 2020 | 19 al 20 de septiembre de 2020 |               |    | 26 al 27 de septiembre de 2020 | 26 al 27 de septiembre de 2020 | 26 al 27 de septiembre de 2020 |  |           | 17 de octubre de 2020 | 17 de octubre de 2020 | 17 de octubre de 2020 |  |
|  |                                |                                |                                |               |    |                                |                                |                                |  |           |                       |                       |                       |  |
|  |                                |                                |                                |               |    |                                |                                |                                |  |           |                       |                       |                       |  |
|  | 1                              | Leinster                       | 17                             |               |    |                                |                                |                                |  |           |                       |                       |                       |  |
|  | 1                              | Leinster                       | 17                             |               |    |                                |                                |                                |  |           |                       |                       |                       |  |
|  | 8                              | Saracens                       | 25                             |               |    |                                |                                |                                |  |           |                       |                       |                       |  |
|  | 8                              | Saracens                       | 25                             |               | 8  | Saracens                       | 15                             |                                |  |           |                       |                       |                       |  |
|  |                                |                                |                                |               | 8  | Saracens                       | 15                             |                                |  |           |                       |                       |                       |  |
|  |                                |                                | 5                              | Racing 92     | 19 |                                |                                |                                |  |           |                       |                       |                       |  |
|  | 4                              | Clermont                       | 5                              | Racing 92     | 19 | 27                             |                                |                                |  |           |                       |                       |                       |  |
|  | 4                              | Clermont                       |                                |               |    |                                |                                |                                |  |           |                       |                       |                       |  |
|  | 5                              | Racing 92                      | 36                             |               |    |                                |                                |                                |  |           |                       |                       |                       |  |
|  | 5                              | Racing 92                      | 36                             |               |    |                                |                                |                                |  | Racing 92 | Racing 92             | 27                    |                       |  |
|  |                                |                                |                                |               |    |                                |                                |                                |  | Racing 92 | Racing 92             | 27                    |                       |  |
|  |                                |                                | Exeter Chiefs                  | Exeter Chiefs | 31 |                                |                                |                                |  |           |                       |                       |                       |  |
|  | 3                              | Stade Toulousain               | Exeter Chiefs                  | Exeter Chiefs | 31 | 36                             |                                |                                |  |           |                       |                       |                       |  |
|  | 3                              | Stade Toulousain               |                                |               |    |                                |                                |                                |  |           |                       |                       |                       |  |
|  | 6                              | Ulster                         | 8                              |               |    |                                |                                |                                |  |           |                       |                       |                       |  |
|  | 6                              | Ulster                         | 8                              |               | 3  | Stade Toulousain               | 18                             |                                |  |           |                       |                       |                       |  |
|  |                                |                                |                                |               | 3  | Stade Toulousain               | 18                             |                                |  |           |                       |                       |                       |  |
|  |                                |                                | 2                              | Exeter Chiefs | 28 |                                |                                |                                |  |           |                       |                       |                       |  |
|  | 2                              | Exeter Chiefs                  | 2                              | Exeter Chiefs | 28 | 38                             |                                |                                |  |           |                       |                       |                       |  |
|  | 2                              | Exeter Chiefs                  |                                |               |    |                                |                                |                                |  |           |                       |                       |                       |  |
|  | 7                              | Northampton Saints             | 15                             |               |    |                                |                                |                                |  |           |                       |                       |                       |  |
|  | 7                              | Northampton Saints             | 15                             |               |    |                                |                                |                                |  |           |                       |                       |                       |  |
|  |                                |                                |                                |               |    |                                |                                |                                |  |           |                       |                       |                       |  |

### Cuartos de final
| 19 de septiembre de 2020, 15:00 (UTC+0) | Leinster | 17 - 25 | Saracens | Aviva Stadium, Dublín |  |
|                                         |          | Reporte |          |                       |  |

| 19 de septiembre de 2020, 18:45 (UTC+1) | Clermont | 27 - 36 | Racing 92 | Stade Marcel-Michelin, Clermont-Ferrand |  |
|                                         |          | Reporte |           |                                         |  |

| 20 de septiembre de 2020, 13:30 (UTC+1) | Stade Toulousain | 36 - 8  | Ulster | Stade Ernest-Wallon, Toulouse |  |
|                                         |                  | Reporte |        |                               |  |

| 20 de septiembre de 2020, 17:30 (UTC+0) | Exeter Chiefs | 38 - 15 | Northampton Saints | Sandy Park, Exeter |  |
|                                         |               | Reporte |                    |                    |  |

### Semifinales
| 26 de septiembre de 2020, 14:00 (UTC+1) | Racing 92 | 19 - 15 | Saracens | Paris La Défense Arena, París |  |

| 26 de septiembre de 2020, 15:30 (UTC+0) | Exeter Chiefs | 28 - 18 | Stade Toulousain | Sandy Park, Exeter |  |

### Final
| 17 de octubre de 2020 | Exeter Chiefs | 31 - 27 | Racing 92 | Ashton Gate, Bristol |  |

| Bandera de Inglaterra |
| Campeón Exeter Chiefs |
| Primer título         |